# NGC 4051
NGC 4051 é uma galáxia espiral barrada (SBbc) localizada na direcção da constelação de Ursa Major. Possui uma declinação de +44° 31' 55" e uma ascensão recta de 12 horas, 03 minutos e 09,6 segundos.
A galáxia NGC 4051 foi descoberta em 6 de Fevereiro de 1788 por William Herschel.